# Bazares cobertos de Bucara

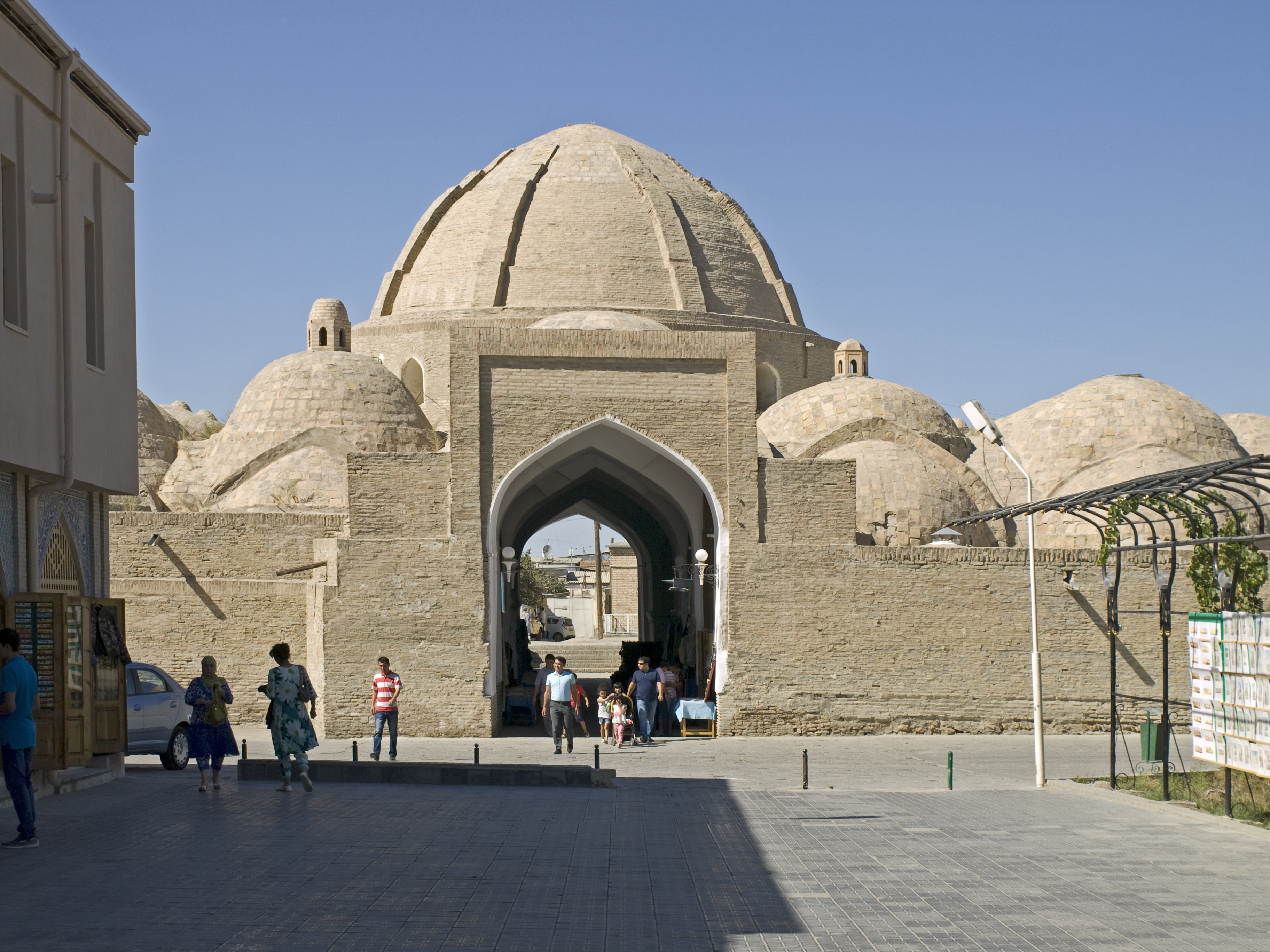
Entrada sul do Taq-i Zargaron

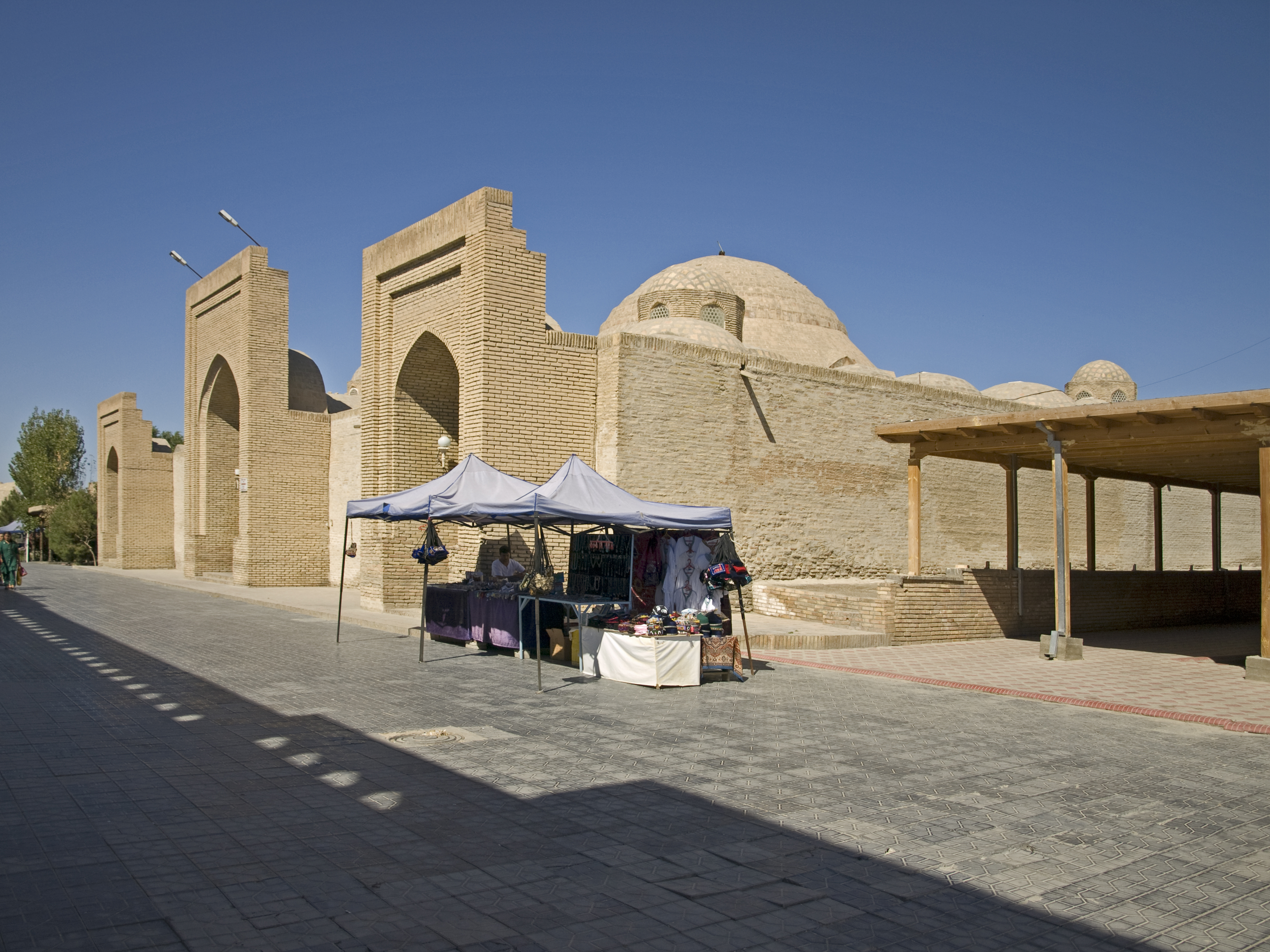
Tim Abdullakhan

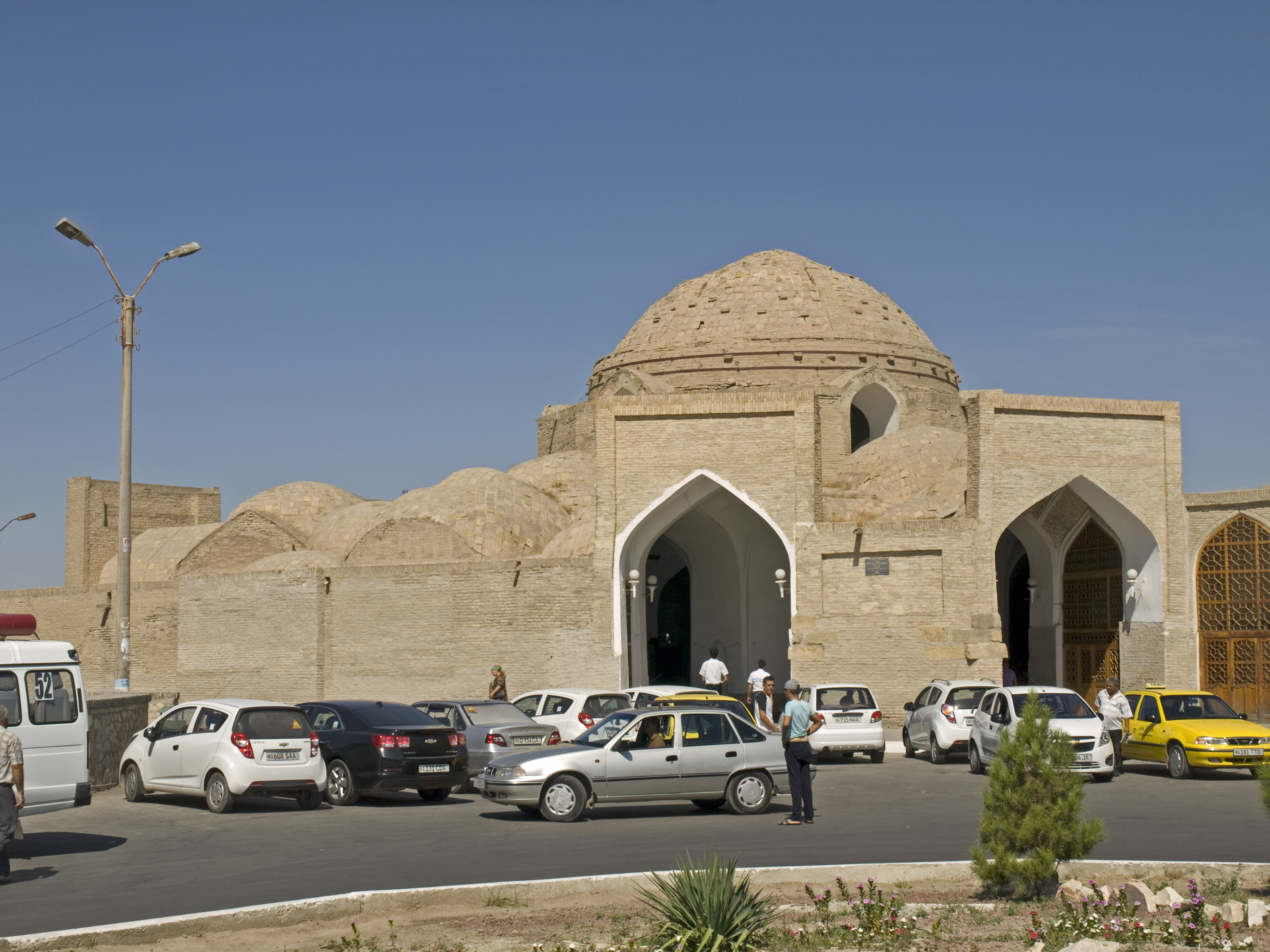
Taq-i Telpak Furushon

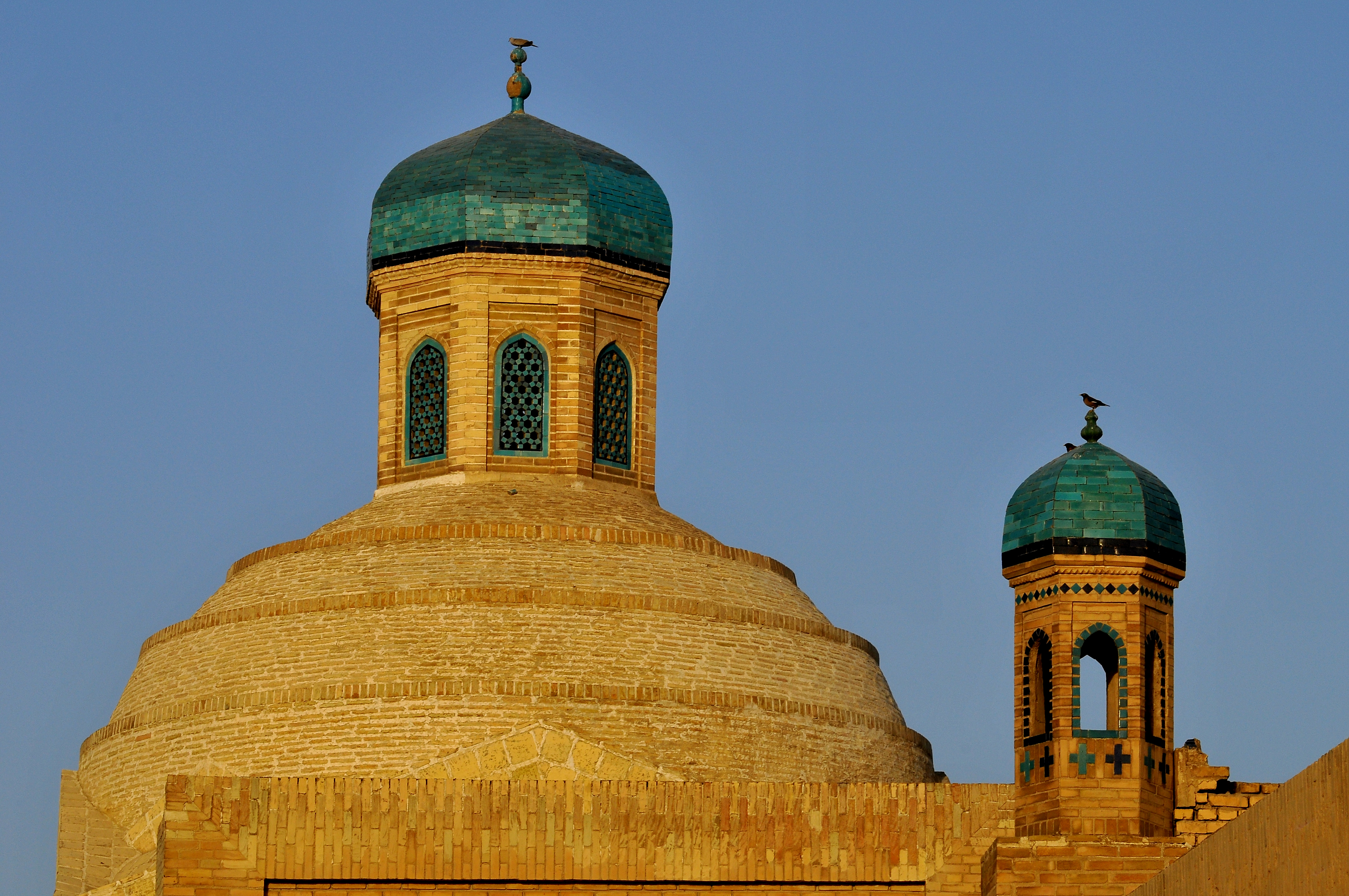
Taq-i Sarrafon

Os bazares cobertos de Bucara são um conjunto de bazares cobertos com cúpulas situados na parte histórica da cidade de Bucara, Usbequistão. A construção desses espaços comerciais tradicionais remonta ao século XVI, quando a cidade se tornou a capital do Canato de Bucara, governado pela dinastia xaibânida. Sendo a cidade um ponto importante de troca de mercadorias na Rota da Seda, os bazares, chamados localmente taqs e tims, eram extremamente ativos e encontram-se em algumas das ruas principais. Entre os mais notáveis destacam-se Taq-i Zargaron, Tim Abdullakhan, Taq-i Telpak Furushon e Taq-i Sarrafon.

## Taq-i Zargaron
Coordenadas: 39° 46' 35" N 64° 25' E
Também chamado ou grafado Chorsu, Chakhar suk, Taki-Zargaron e Toki-Zargaron, situa-se a norte do conjunto monumental Po-i Kalyan, é o maior e mais antigo bazar coberto de Bucara. Zargar ou zargaron significa "joalheiro" ou ourives, pelo que pode traduzir-se como "Mercado dos Joalheiros" ou "Mercado dos Ourives". Segundo Khafizi Tanysh, um cronista do século XVI, foi construído em 1569–1570 no local onde existia um antigo bazar chamado Chorsu. Em tempos chegou a ter 36 lojas e oficinas. A sua cúpula principal tem a particularidade de ser ligeiramente e ter nervuras salientes verticais. Atualmente, as lojas vendem sobretudo joias, lenços e diversos acessórios domésticos, como maçanetas de portas típicas de Bucara, campainhas, ferraduras para dar sorte, etc.

## Tim Abdullakhan
Coordenadas: 39° 46' 32" N 64° 25' 2" E
Situado cerca de cem metros a sul do Taq-i Zargaron, foi construído em 1577, durante o reinado de Abedalá Cã II (r. 1583–1598), o último monarca xaibânida de Bucara, que governou a cidade a partir de 1557. Na altura em que foi construído, a rua onde se situa tinha uma profusão de tendas e caravançarais. A cúpula principal assenta sobre uma base octogonal e é rodeada por uma galeria coberta por pequenas cúpulas. A arquitetura é bastante diferente dos restantes bazares cobertos de Bucara. Foi construído de forma a que tivesse boa iluminação natural, graças a pequenas janelas e orifícios nas cúpulas. e que a temperatura no seu interior se mantivesse fresca durante todo o ano. Durante vários séculos as principais mercadorias comercializadas eram vestuário e tapetes, uma tradição que se mantém, embora atualmente também se vendem muitos outros bens.

## Taq-i Telpak Furushon
Coordenadas: 39° 46' 26" N 64° 25' 2.5" E
Também grafado Toki Telpak Furushon, situa-se a sudeste e na na mesma rua do Tim Abdullakhan e dá para mais quatro ruas. As ruas são ligadas no interior do bazar por corredores orientados radialmente, que passam entre os seis pilares que suportam a cúpula central. Esta tem 14,5 metros de diâmetro tem uma claraboia dodecaédrica. Em redor do salão central há galerias com nichos e armazéns dispostas em doze eixos radiais. A planta é hexagonal e tem cerca de 40 metros de diâmetro. O bazar foi construído no fim do século XVI e começou por ser conhecido como Kitab-Furushon, devido a nele se venderem sobretudo livros (kitab significa livro em usbeque). Com o passar do tempo, as lojas de livros passaram a ser lojas de chapéus, lenços e outros adereços de luxo para a cabeça, como gorros bordados a ouro e joias, chapéus de pele e turbantes habilmente enrolados. Atualmente, grande parte do negócio são recordações e artesanato orientado principalmente para turistas.

## Taq-i Sarrafon
Coordenadas: 39° 46' 21" N 64° 25' 7" E
Também grafado Toki-Sarrofon e Taq-i Sarrafan, situa-se a sudeste do Taq-i Telpak Furushon, junto ao conjunto monumental Lyab-i Hauz, ao lado dum antigo aryk (vala de irrigação), que atualmente corre num canal de cimento, o Shah Rud. Foi construído no final do século XVI, provavelmente na década de 1580, por Abedalá Cã II, monarca do Canato de Bucara entre 1583 - 1598.
O seu nome significa "mercado dos cambistas", pois era ali que funcionava um dos maiores centros de troca de moeda da Ásia Central, frequentado por mercadores das mais diversas nacionalidades, nomeadamente indianos e chineses. Outro dos negócios do bazar era a usura, uma atividade que era realizada por mercadores hindus e judeus, pois os muçulmanos estavam proibidos de a exercer. Atualmente o principal negócio é a venda de tapetes, lenços e recordações turísticas.